# Kappa Cancri
Kappa Cancri (76 Cancri) é uma estrela na direção da constelação de Cancer. Possui uma ascensão reta de 09h 07m 44.82s e uma declinação de +10° 40′ 05.6″. Sua magnitude aparente é igual a 5.23. Considerando sua distância de 484 anos-luz em relação à Terra, sua magnitude absoluta é igual a −0.63. Pertence à classe espectral B8IIIMNp. É uma estrela variável α² Canes Venaticorum.